# Datsun 110
Datsun 110 är en personbil som tillverkades av den japanska biltillverkaren Nissan Motor Co. Ltd mellan 1955 och 1959. 

## Datsun 110
Datsun 110 ersatte den ytterst enkla DB-modellen från 1955. Karossen var betydligt modernare, men under den fanns fortfarande en separat ram och stela axlar fram och bak. Även sidventilsmotorn hämtades från föregångaren.

## Datsun 210
1958 tillkom Datsun 210, med en modern motor med toppventiler. Året därpå kom även en större motor, avsedd för export. I slutet av 1959 ersattes 110/210-serien av Datsun Bluebird.

## Motor
| Modell | Motor              | Cylindervolym | Effekt   | Bränslesystem   |
| ------ | ------------------ | ------------- | -------- | --------------- |
| 110    | 4-cyl radmotor sv  | 860 cm³       | 25-27 hk | Enkel förgasare |
| 210    | 4-cyl radmotor ohv | 988 cm³       | 37 hk    | Enkel förgasare |
| 210    | 4-cyl radmotor ohv | 1189 cm³      | 48 hk    | Enkel förgasare |